# Musée d’Art Contemporain du Val-de-Marne

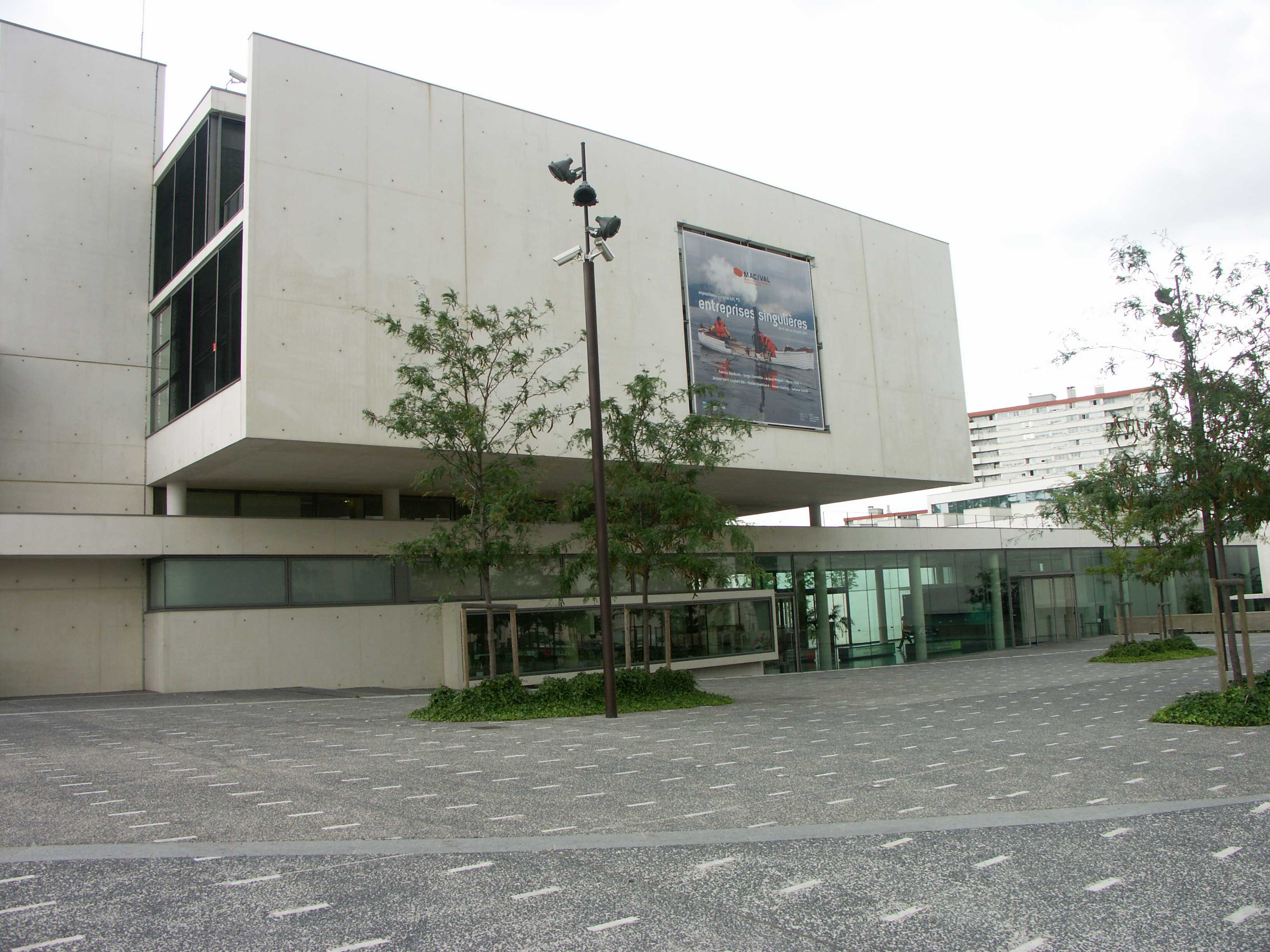
Vitry – Musee d'art contemporain 00

Das Musée d’Art Contemporain du Val-de-Marne, genannt MAC/VAL, ist ein Museum für zeitgenössische Kunst, das sich am Place de la Libération in Vitry-sur-Seine, Val-de-Marne, einem Vorort von Paris, Frankreich, befindet.
Das Museum wurde 2005 eröffnet und widmet sich Werken aus der Zeit von den 1950er Jahren bis zur Gegenwart. Das Gebäude, entworfen vom Architekten Jacques Ripault, umfasst insgesamt 13.000 m² Fläche (einschließlich 2600 m² für permanente Ausstellungen, 1350 m² für temporäre Shows, 480 m² für das Forschungszentrum und 700 m² für Lagerräume und Werkstätten). Es enthält auch einen Auditorium und ein Kino mit 150 Plätzen und ist von einem 10.000 m² großen öffentlichen Garten umgeben.
Heute enthält das Museum über tausend Werke von Künstlern, die in Frankreich aktiv sind, darunter Martine Aballéa, Arman,  Daniel Buren, Claude Closky, Delphine Coindet, Eugène Dodeigne, Erró, Hans Hartung, Pierre Huyghe, Véronique Joumard, Valérie Jouve, Bertrand Lamarche, Julio Le Parc, Annette Messager, François Morellet, Marylène Negro, Orlan, Judit Reigl, Pierre Soulages, Jean Tinguely, und Jean-Luc Vilmouth.